# Aliaguilla (kommun)
Aliaguilla är en kommun i Spanien.   Den ligger i provinsen Provincia de Cuenca och regionen Kastilien-La Mancha, i den centrala delen av landet, 220 km öster om huvudstaden Madrid. Antalet invånare är 751.